# 1401
1401 (MCDI) a fost un an comun al calendarului iulian, care a început într-o zi de sâmbătă.

## Evenimente
- Alexandru cel Bun devine domnul Principatului Moldovei (1401-1432).

- Mitropolia Moldovei a fost recunoscută de către Patriarhia Ecumenică (Constantinopol).

## Nașteri
- 16 august: Jacqueline, Contesă de Hainaut (n. Jacoba van Beieren), (d. 1436)
- 27 octombrie: Caterina de Valois, soția regelui Henric al V-lea al Angliei (d. 1437)
- 21 decembrie: Masaccio (n. Tommaso di Ser Giovanni di Simone Cassai), pictor italian (d. 1428)
- George Sphrantzes, istoric bizantin grec (d.c. 1478)

- Nicolaus Cusanus n. (Nikolaus Chrypffs/Krebs), învățat german (d. 1464)